# Plebejus manoi
Plebejus manoi är en fjärilsart som beskrevs av Niimura 1941. Plebejus manoi ingår i släktet Plebejus och familjen juvelvingar. Inga underarter finns listade i Catalogue of Life.